# Legbo jezik
Legbo jezik (agbo, gbo, igbo, imaban, itigidi; ISO 639-3: agb), jedan od 68 cross river jezika, podskupine legbo, kojim govori 60 000 ljudi (1989) na području nigerijskih država Cross River i Ebonyi.

## Klasifikacija
Nigersko-kongoanski jezici, 
Atlantsko-kongoanski jezici, 
Voltaško-kongoanski jezici, 
Benue-kongoanski jezici, 
Cross River jezici, 
Delta Cross jezici, 
Upper Cross jezici, 
Centralni Upper Cross jezici, 
Iatok-Zapad, 
Mbembe-Legbo jezici, 
Legbo jezici: Legbo [agb] (Nigerija), Lenyima [ldg] (Nigerija), Leyigha [ayi] (Nigerija)

## Vanjske poveznice
- Ethnologue (14th)
- Ethnologue (15th)